# كراي مي آ ريفر (أغنية لجاستن تمبرليك)
«كراي مي آ ريفر» (بالإنجليزية: Cry Me a River)‏ هي ثاني أغنية منفردة للمغني الأمريكي جاستن تمبرليك من ألبومه الأول جاستيفيد (2002). من كتابة جاستن تمبرليك، وتمبالاند، وسكوت شتورش. ومن إنتاج تمبالاند. فازت الأغنية بـجائزة جرامي لأفضل أداء صوتي للبوب الرجالي في حفل 2004، وحصلت علي رقم ثلاثة في بيلبورد هوت 100 الأمريكية، وحصلت علي شهادتان بلاتين من رابطة صناعة التسجيلات بإستراليا، وشهادة بلاتين من (بالإنجليزية: British Phonographic Industry)‏. فاز الفيديو الموسيقي بـجائزة إم تي في للأغاني المصورة لأفضل فيديو لذكر، وجائزة إم تي في للأغاني المصورة لأفضل أغنية بوب مصورة في حفل توزيع جوائز إم تي في للأغاني المصورة للعام 2003.

## وصلات خارجية
- كلمات الأغنية الكاملة على مترولايركس